# Sherrill Nielsen
Sherrill Nielsen (* 10. September 1942 in Montgomery, Alabama; † 10. Dezember 2010 in Cullman, Alabama), auch bekannt unter seinem später angenommenen Namen Shaun Nielsen, war ein US-amerikanischer Sänger, hauptsächlich im Gospel-Bereich. Berühmt wurde er vor allem für seine außergewöhnlich hohe Stimme, die ihm drei Auszeichnungen in der „Gospel Hall of Fame“ bescherte, sowie als musikalischer Begleiter von Elvis Presley.

## Leben
Bereits im Alter von 4 Jahren sang Nielsen in der von seinen Eltern besuchten Nazarener-Kirche seiner Heimatstadt Montgomery. Zehn Jahre später begann seine professionelle Laufbahn als Musiker. 1961 schloss er sich der Singing Speer Family an (die ebenfalls der Nazarener-Kirche in Montgomery angehörte) und Ende 1963 gehörte er zu den Gründungsmitgliedern der Gruppe The Imperials, die später über mehrere Jahre hinweg mit Elvis Presley zusammen arbeiteten und Nielsen eine Mitarbeit an Presleys Gospelalbum How Great Thou Art bescherte, für das Elvis Presley 1967 seinen ersten Grammy erhielt.
Wegen seines Umzugs nach Kalifornien Ende 1966 verließ Nielsen die Imperials, arbeitete mit anderen Gruppen zusammen und gründete schließlich eine eigene Formation, die mit Presley zusammen arbeitete und von diesem als „Voice“ (deutsch Stimme) bezeichnet wurde. Diese Zusammenarbeit begann 1973 und Nielsen blieb bis zu Presleys Tod im August 1977 in dessen Team.
Nielsen arbeitete mit Elvis Presley sowohl auf der Bühne als auch im Studio. So ist seine Stimme bei Presleys Studioaufnahmen von Spanish Eyes und Help Me ebenso zu hören wie beim hohen Falsett am Ende von Unchained Melody. Aber seine größte Bekanntheit in der Fanszene Presleys hat er wegen seines italienischen Einstiegsgesangs von ’O sole mio zu Presleys englischsprachigen Lied  It’s Now or Never und der gemeinsamen Darbietung von Softly, as I Leave You, in der Nielsen singt und Presley seine Worte rezitiert. Diese Version wurde für einen Grammy als „Duett des Jahres“ nominiert.
Nach Presleys Tod wirkte Nielsen unter anderem beim Statesmen Quartet mit, bevor es ihn 1990 nach Dänemark, der Heimat seiner Großeltern, zog, wo er 14 Jahre lang in Viborg lebte.
2004 kehrte Nielsen in die Vereinigten Staaten zurück und heiratete erneut seine Jugendliebe Brenda Hall, mit der er bereits zwischen 1963 und 1967 verheiratet war.
Im März 2010 wurde bei Nielsen Lungenkrebs diagnostiziert; eine Krankheit, die auch für seinen Tod neun Monate später verantwortlich war.

## Diskografie

### Alben
Folgende Soloalben brachte der Künstler unter seinem Geburtsnamen Sherrill Nielsen heraus:
- 1962: A Name I Highly Treasure
- 1964: The Top Tenor Of Sherrill
- 1964: No Burdens Pass Through
- 1970: New Dimensions

Folgende Soloalben brachte der Künstler unter seinem später formell angenommenen Namen Shaun Nielsen heraus:
- 1981: Shaun Nielsen
- 1982: Audiograph Alive
- 1982: Elvis´ Favorite Singer
- ????: For Once In My Life